# Horní Rozsíčka
Horní Rozsíčka (německy Ober Rossitschek) je malá vesnice, část obce Dolní Rožínka v okrese Žďár nad Sázavou. Nachází se asi 2,5 km na jih od Dolní Rožínky. V roce 2015 zde bylo evidováno 30 adres. V roce 2011 zde trvale žilo 37 obyvatel.
Horní Rozsíčka je také název katastrálního území o rozloze 2 km2.

## Galerie

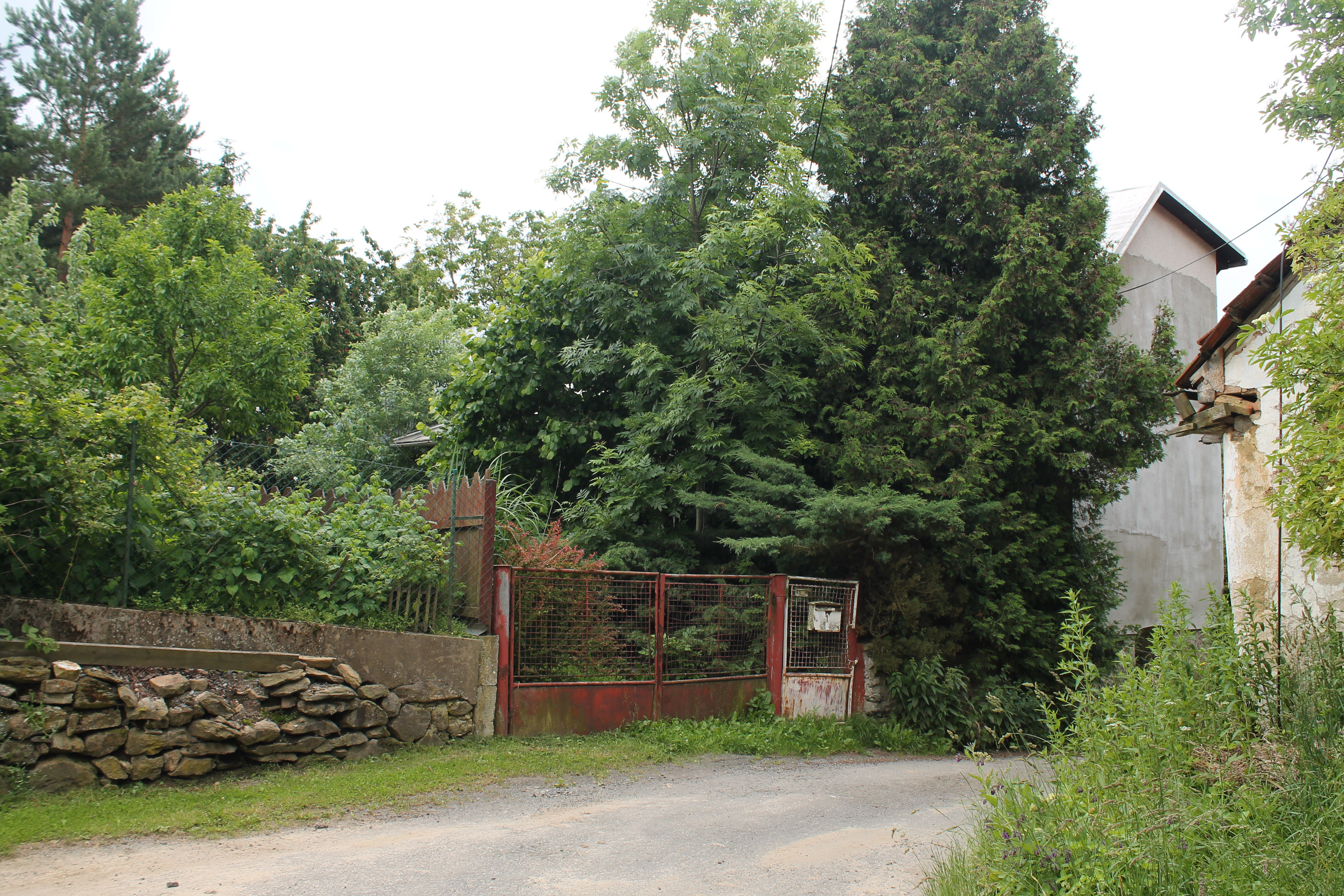
Zbytek dvora čp. 1
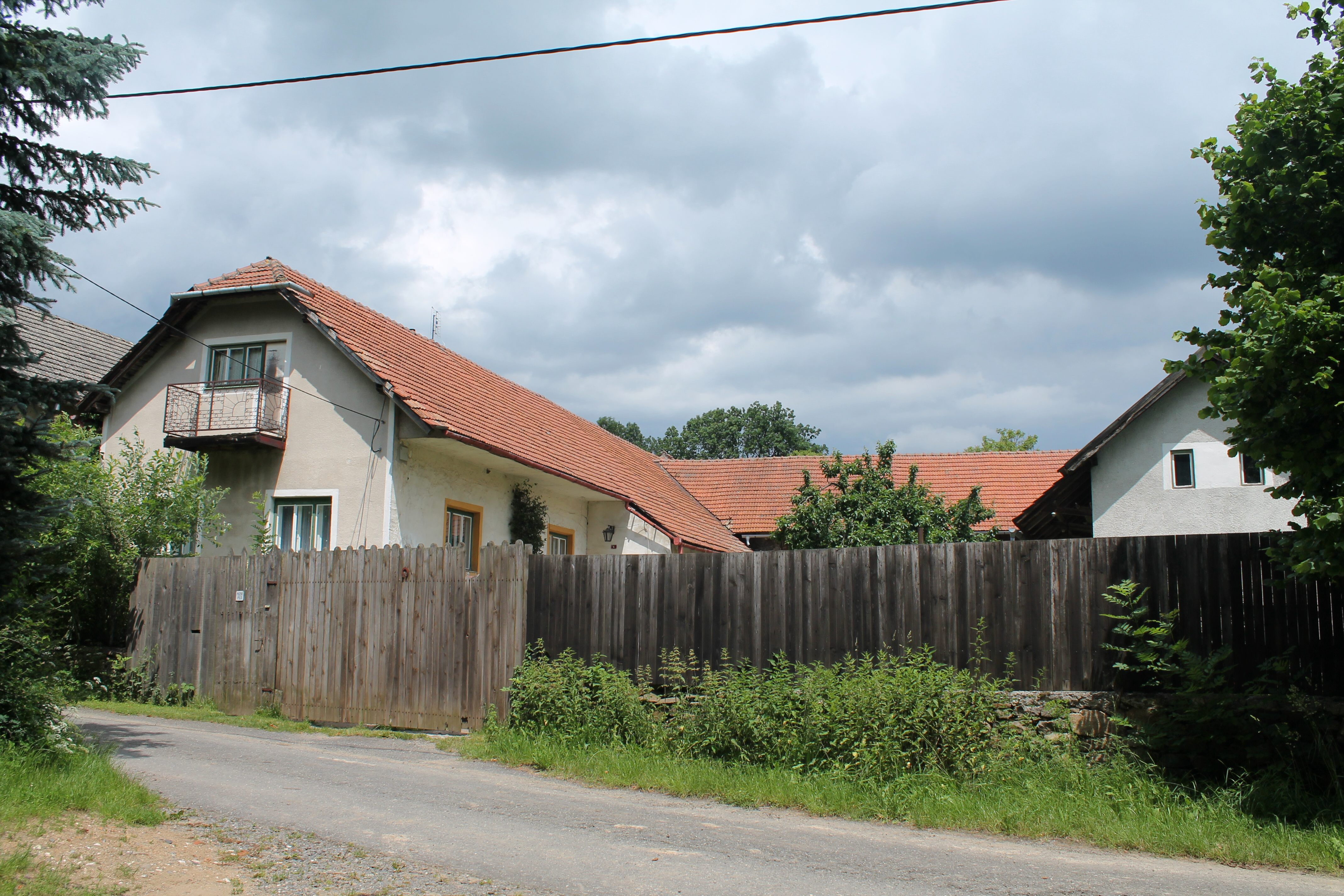
Statek čp. 4
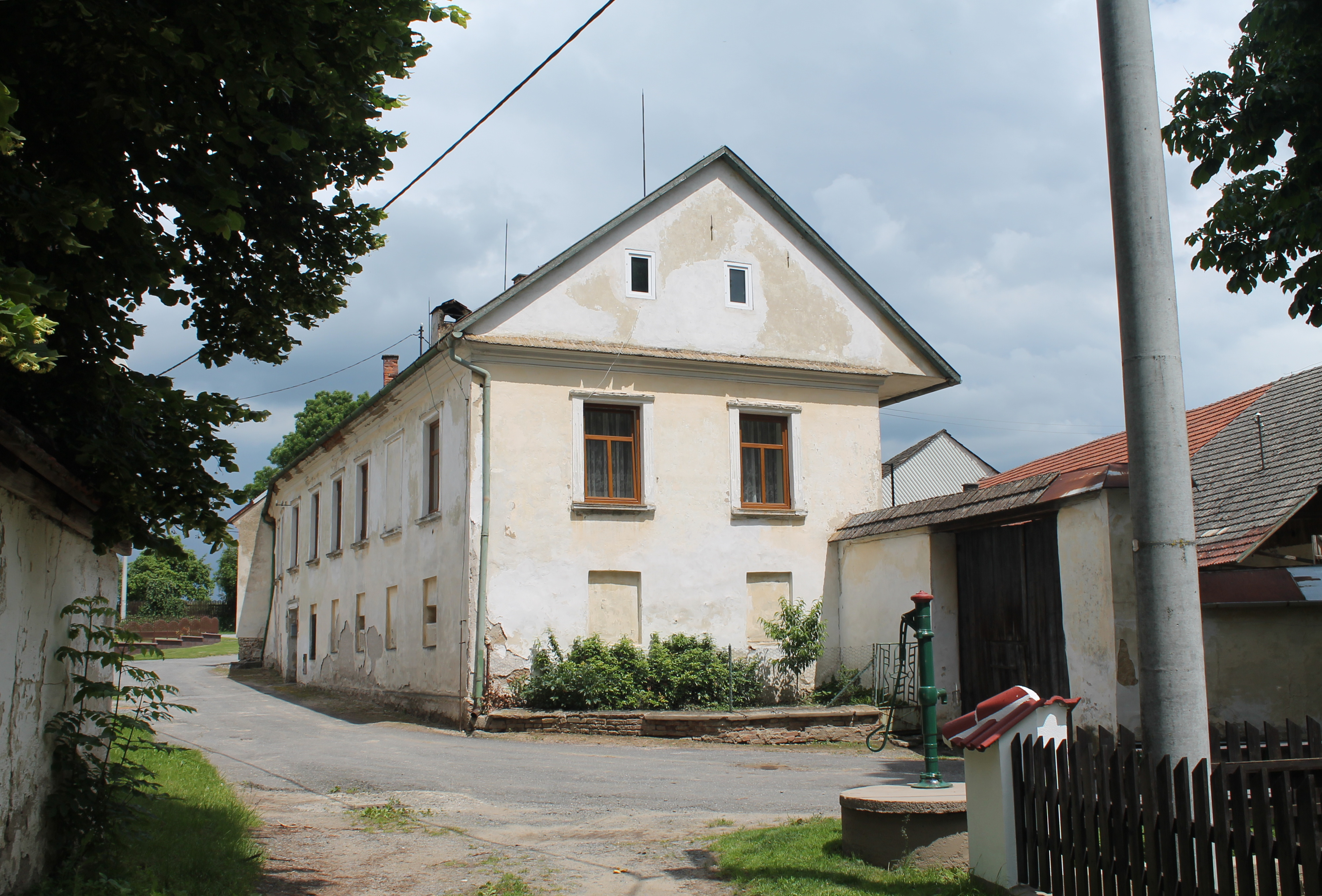
Statek čp. 5
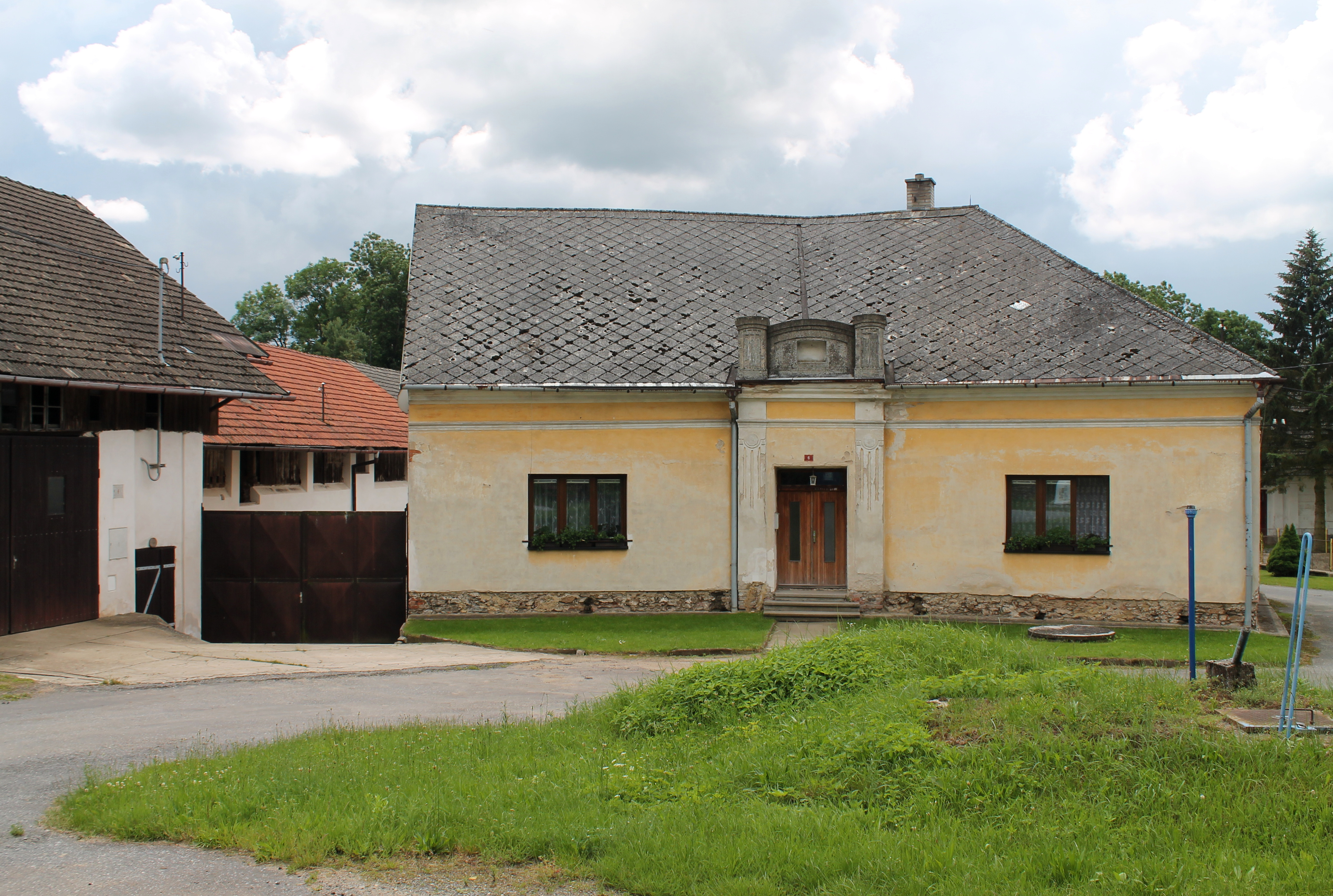
Statek čp. 6
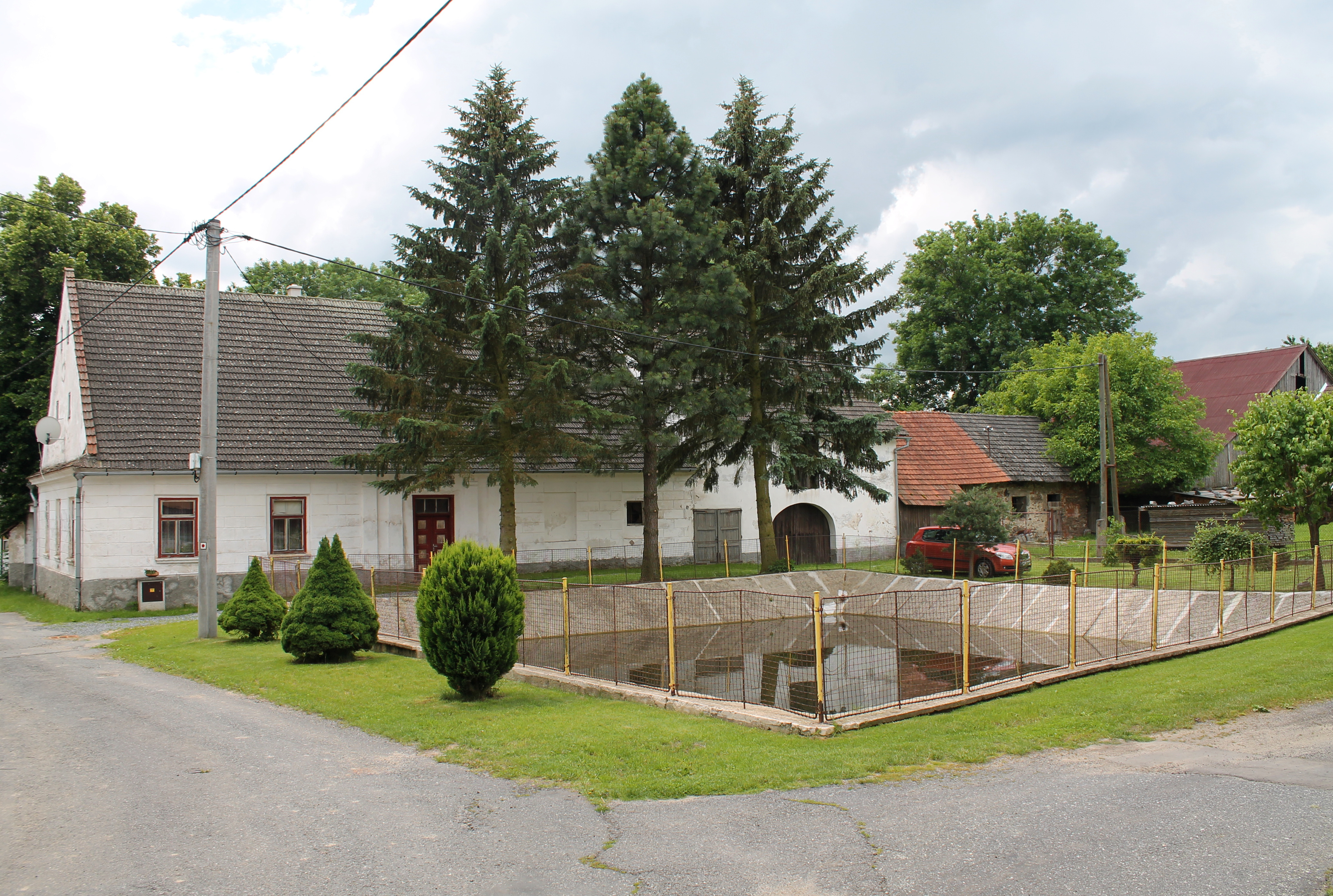
Statek čp. 8
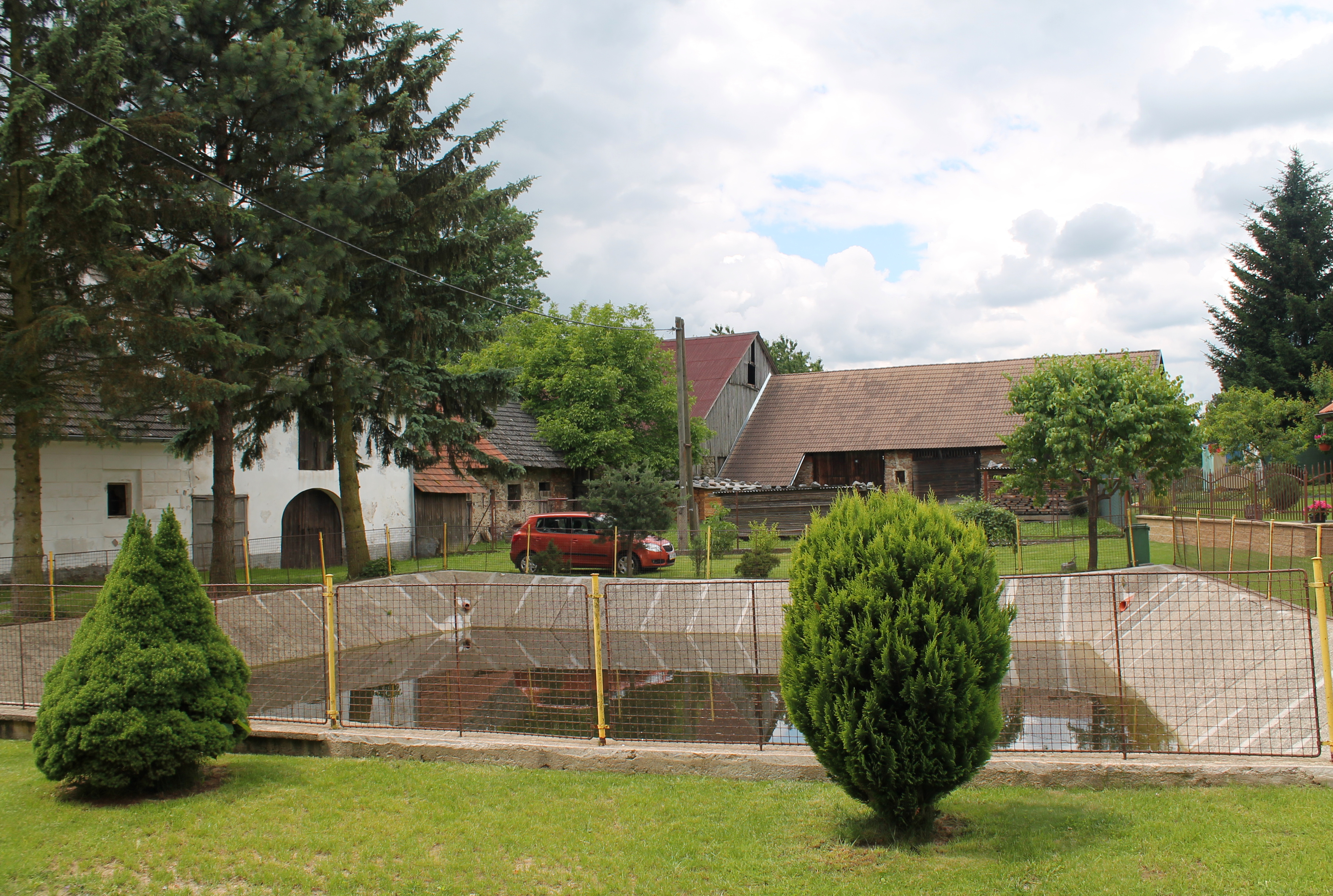
Bývalý statek čp. 15
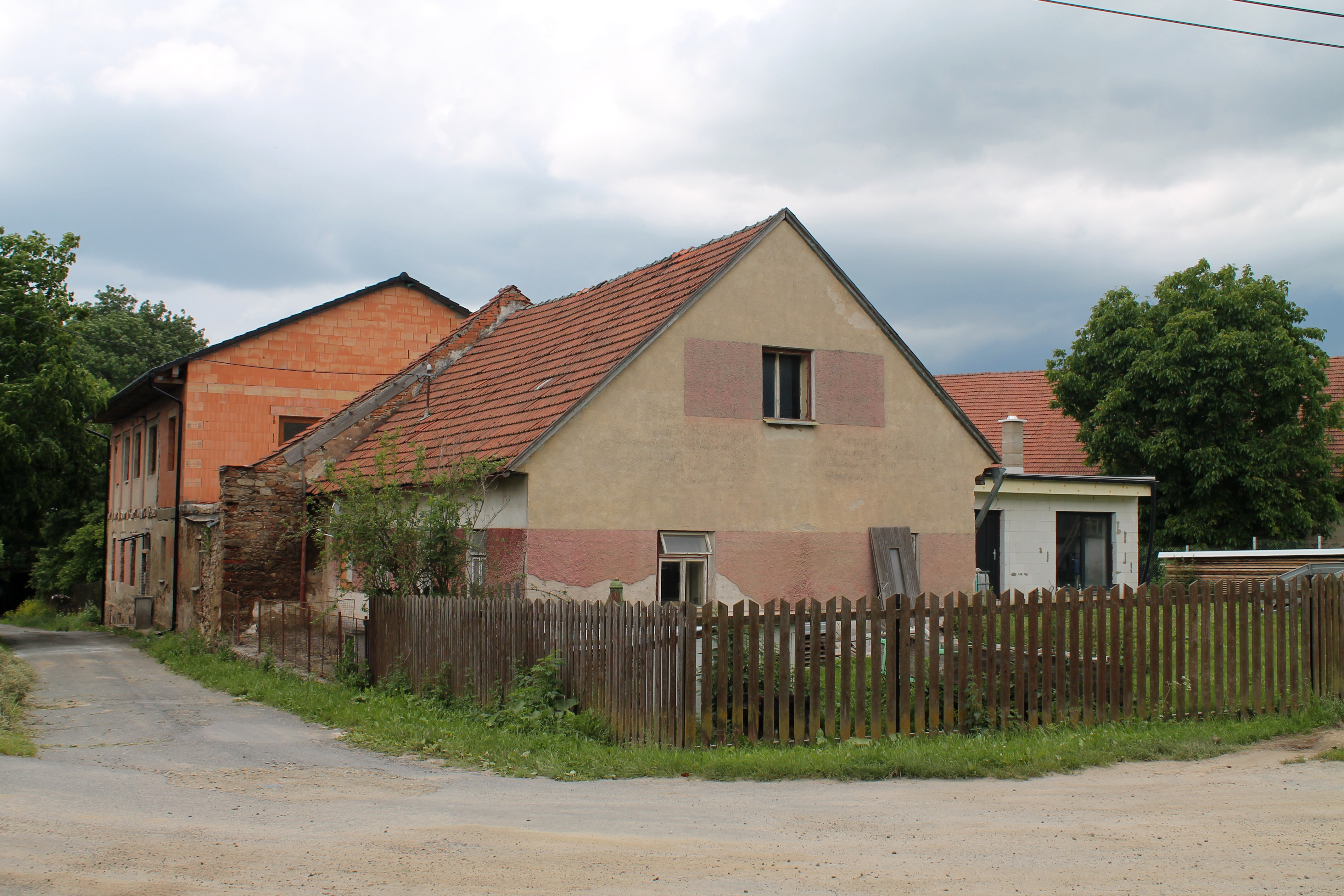
Statek čp. 16
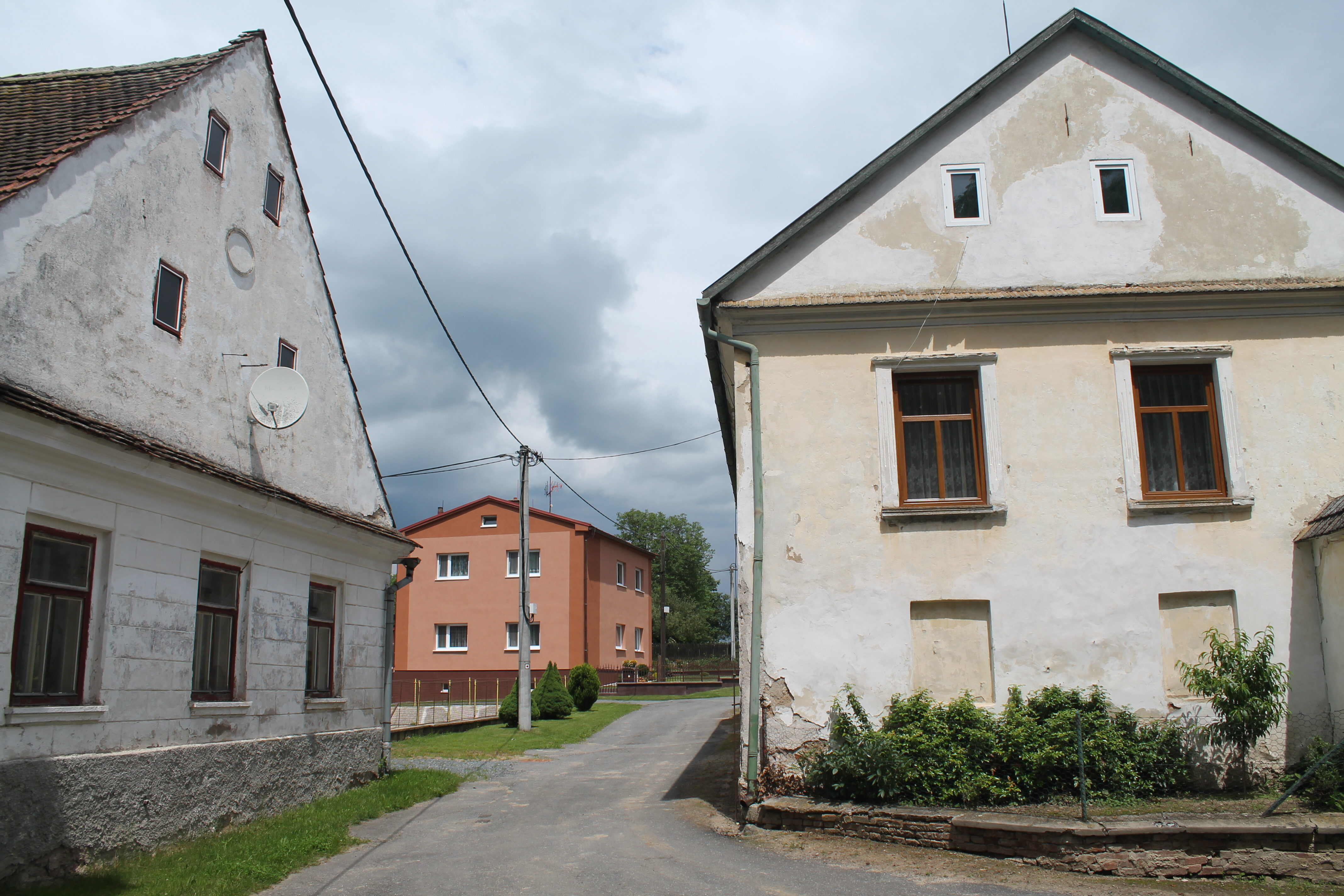
Jihozápadní části vsi
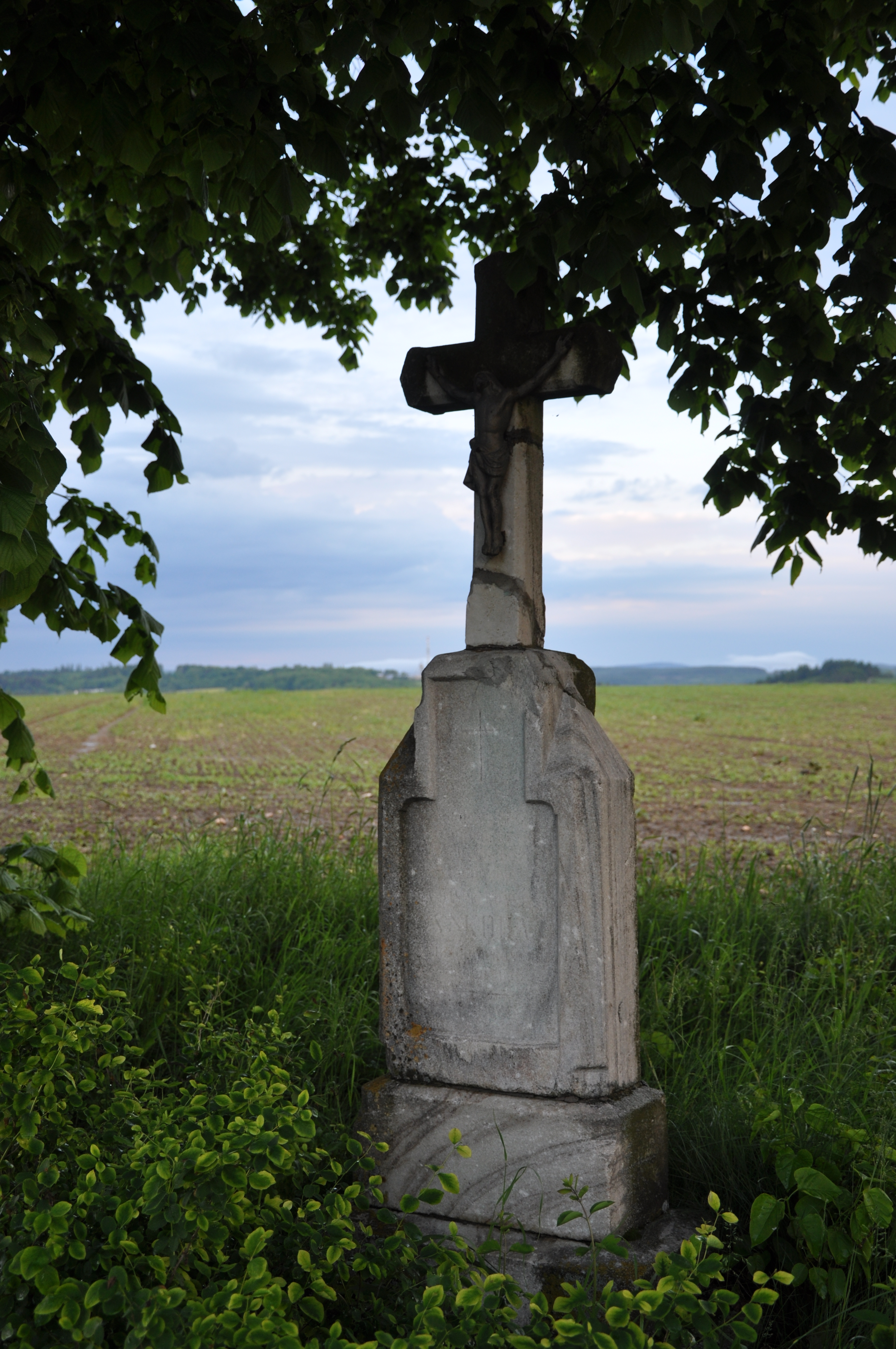
Kříž u cesty na Dolní Rozsíčku
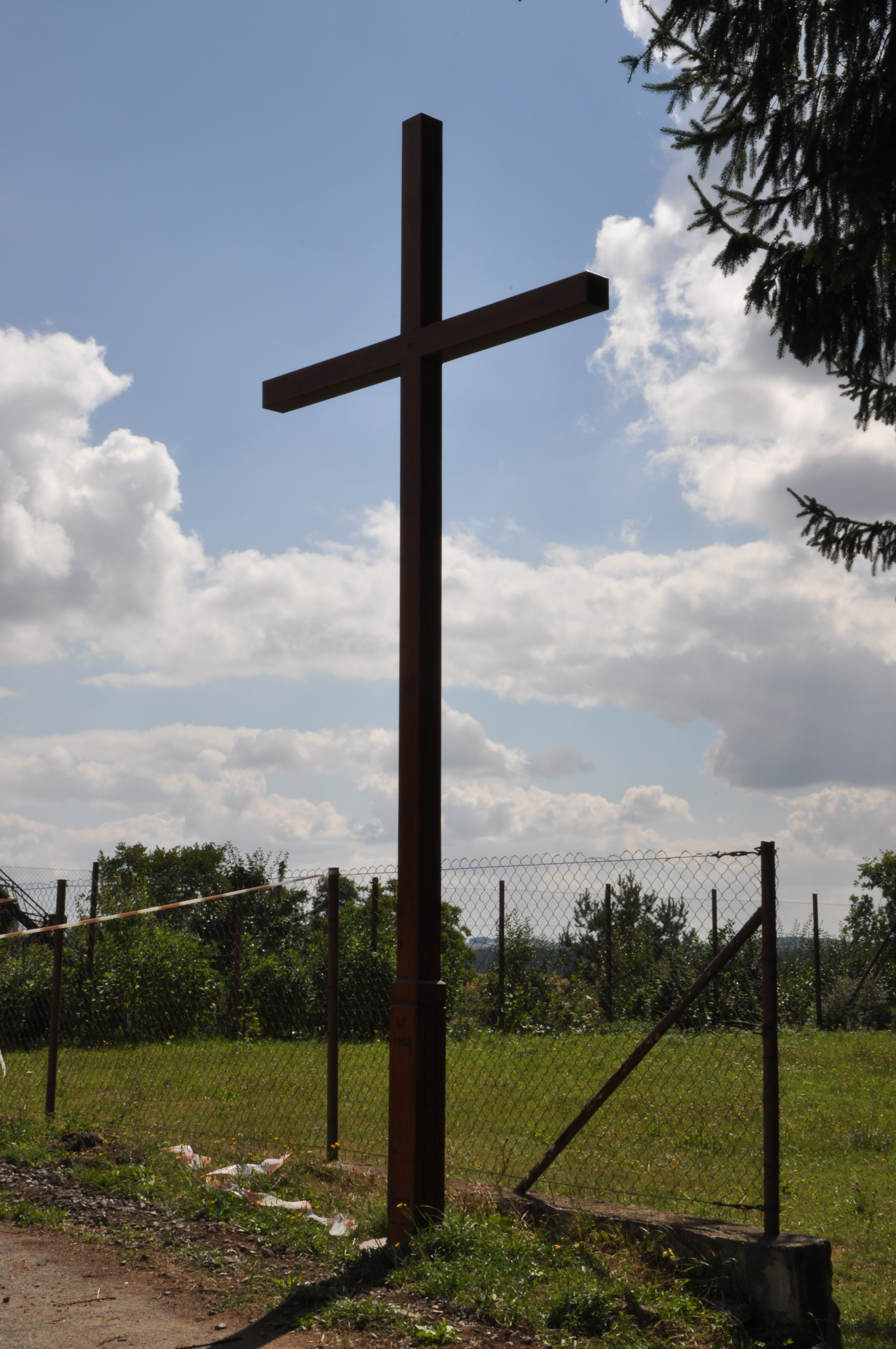
Kříž v jihovýchodní části vsi